# Андрющенко Ірина Євгеніївна
Іри́на Євге́ніївна Андрю́щенко (нар. 21 липня 1960, Запоріжжя) — українська економістка, доктор економічних наук (2017), професор (2020).

## Життєпис
Народилася 21 липня 1960 року у місті Запоріжжя Запорізької області УРСР, нині Україна.

### Освіта
У 1988 році закінчила Запорізький машинобудівний інститут ім. В. Я. Чубаря за спеціальністю «Обладнання і технологія зварювального виробництва», отримала кваліфікацію «Інженер-механік».
У 2000 році закінчила Запорізьку державну інженерну академію за спеціальністю «Економіка підприємств», отримала кваліфікацію «Економіст».
У 2011 році захистила кандидатську дисертацію зі спеціальності «Економіка та управління підприємствами» на тему «Управління витратами машинобудівного підприємства на основі функціонально-процесного підходу» у ДВНЗ «Приазовський державний технічний університет» у місті Маріуполь. Здобула ступінь «Кандидат економічних наук».
У 2017 там же здобула ступінь «Доктор економічних наук».

### Трудова діяльність
З 1979 по 1990 роки працювала на виробництві.
У 1995—1999 роках працювала у бухгалтерії Запорізького музичного училища.
З 1999 по 2001 роки була заступником з питань економіки генерального директора приватного підприємства.
З 2001 року працює у Національному університеті «Запорізька політехніка». 
У 2018 році стала професором кафедри фінансів, банківської справи та страхування.
У Запорізькій політехніці викладає фінансовий менеджмент, фінансовий контролінг у сфері бізнесу, фінансову стратегію підприємств, фінансовий менеджмент у банку та фінансовий контролінг, досліджує життєздатність промислових підприємств, пошук шляхів її підвищення в довгостроковій перспективі.

## Основні роботи
- Життєздатність підприємства в умовах кризи // Сталий розвиток економіки. 2016. № 1(30);
- Формування життєздатності промислових підприємств. Маріуполь, 2017;
- Прогнозування рівня життєздатності промислових підприємств // Економіка та держава. 2017. № 2;
- Проблеми стратегічного планування на підприємстві // Сталий розвиток України. 2018. № 2(39) (співавтор).